# مرگ و تشییع لئونید برژنف
در ۱۰ نوامبر ۱۹۸۲، لئونید ایلیچ برژنف، سومین دبیرکل حزب کمونیست اتحاد جماهیر شوروی و پنجمین رهبر اتحاد جماهیر شوروی، یک ماه قبل از تولد ۷۶ سالگی‌اش، در حالی که سال‌ها دچار حمله قلبی می‌شد، در سن ۷۵ سالگی، در اثر سکته قلبی درگذشت و پس از پنج روز عزای عمومی، در آرامگاه دیوار کرملین، به خاک سپرده شد. یوری آندروپوف، جانشین احتمالی برژنف به عنوان دبیرکل، رئیس کمیته مدیریت مراسم تشییع جنازه برژنف بود که در ۱۵ نوامبر ۱۹۸۲، پنج روز پس از مرگ او برگزار شد.

## مرگ
برژنف از سال ۱۹۷۴ تا پایان عمر با چندین بیماری دست و پنجه نرم کرده بود، از جمله بیماری‌های قلبی، سرطان خون، سرطان فک، آمفیزم و بیماری گردش خون، که همه اینها به دلیل سیگار کشیدن و چاقی شدیدتر بود. از اواسط دهه ۱۹۷۰ شایعاتی دربارهٔ مرگ برژنف وجود داشت. او در جلسات مهم خواستار پروتکل غایب بود و شایعه شده بود که سلامتی او رو به زوال است. برژنف در بیشتر سال ۱۹۸۲ به ندرت در ملا عموم ظاهر شده بود و معمولاً توسط پزشکان دیده می‌شد، اگرچه دولت شوروی اصرار داشت که او بیمار نیست. وی در بهار سال ۱۹۸۲ دچار سکته شدیدی شد، اما حاضر به ترک کار نشد تا اینکه در ۱۰ نوامبر ۱۹۸۲ پس از سکته قلبی درگذشت.  وی پس از یک دوره عزاداری پنج روزه در سراسر کشور، با تشییع جنازه دولتی در آرامگاه دیوار کرملین در میدان سرخ به خاک سپرده شد.

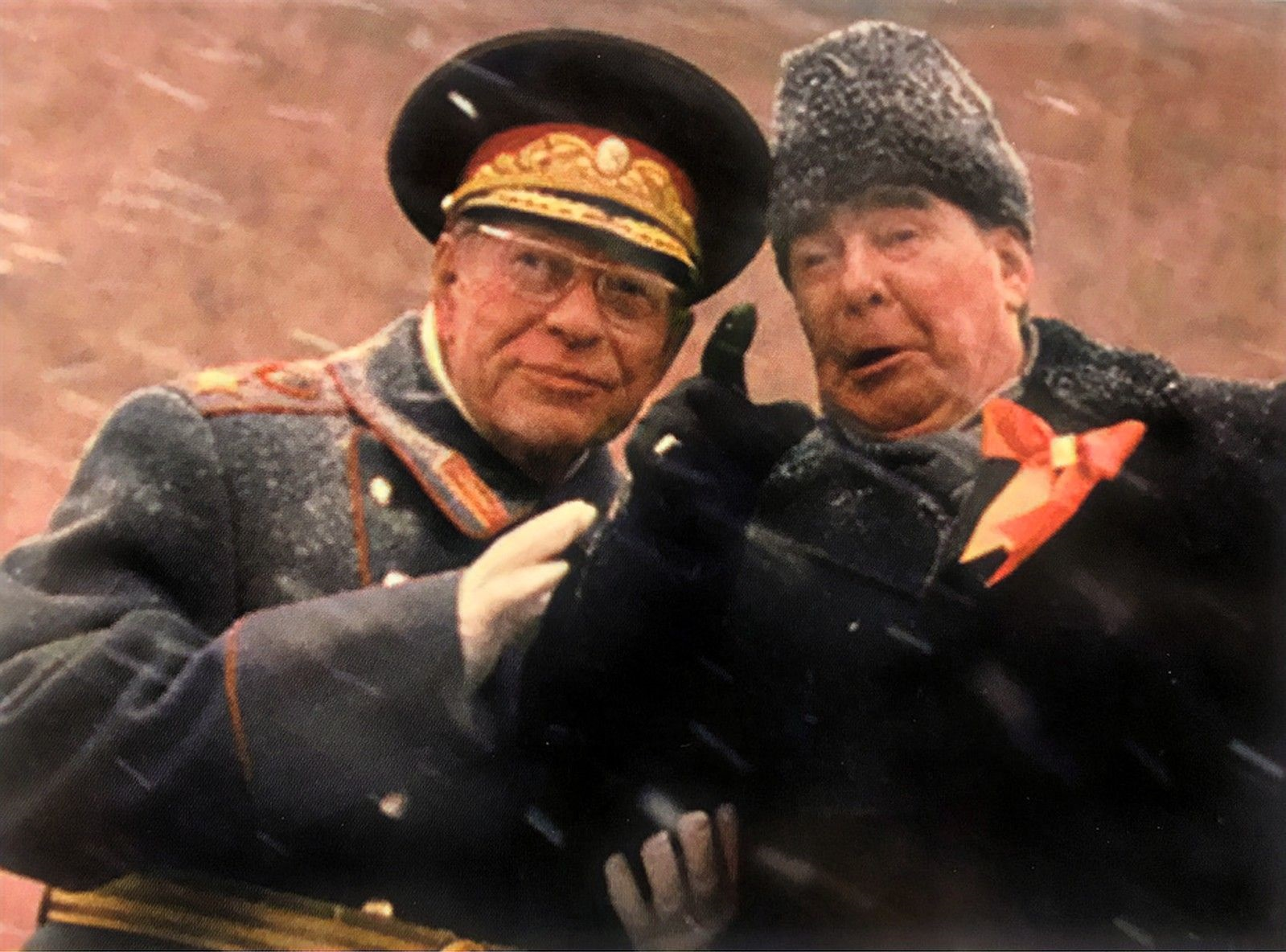
برژنف و دیمیتری اوستینوف در مراسم رژه روز انقلاب اکتبر سال ۱۹۷۹ در میدان سرخ که ۶۲ سالگی انقلابشان را جشن می‌گرفتند.

نخستین اشاره به مرگ وی برای مردم اتحاد جماهیر شوروی در ساعت ۱۵ :۷ بعد از ظهر به وقت مسکو انجام شد، زمانی که برنامه‌های تلویزیونی معمول تغییر یافت و یک مستند در مورد ولادیمیر لنین جایگزین کنسرت موسیقی پاپ شد. در برنامه ورمیا، برنامه تلویزیونی دولتی اتحاد جماهیر شوروی، مجریان به جای دستورالعمل پوششغیررسمی معمول خود، لباس‌های ناراحت‌کننده می‌پوشیدند. در ابتدا، شهروندان شوروی معتقد بودند که آندری کیریلنکو فوت کرده است، زیرا او چند روز قبل در ۶۵ سالگی انقلاب اکتبر حضور نداشته است (وی در سال ۱۹۹۰ درگذشت). علاوه بر این، تغییرات ناگهانی دیگری در صف تلویزیون رخ داده است، مانند ظهور یک برنامه بدون برنامه از خاطرات جنگ و جایگزینی یک بازی هاکی روی یخ در راسیا-۱ با سمفونی ۶ چایکوفسکی. مرگ برژنف در ۱۱ نوامبر همزمان توسط مجریان رادیو و تلویزیون شوروی اعلام شد. اعلامیه تلویزیونی را ایگور کیریلوف با چشمانی اشکبار در ساعت ۱۱ صبح به وقت مسکو خواند. 
مفسران غربی پیش از این حدس می‌زدند که برژنف هنگامی که نتوانست پیام تبریک ژوزه ادواردو دوس سانتوس، رئیس‌جمهور آنگولا، برای روز استقلال آنگولا را امضا کند، درگذشت. این یک نقض توافقنامه بود، و، همان‌طور که برژنف پیشتر پیام‌هایی را به همه سران کشورهای همسو با اتحاد جماهیر شوروی امضا کرده بود، عدم امضای وی مشکوک تلقی می‌شد. تأخیر در اعلام مرگ برژنف دلیل بر ادامه جنگ قدرت در سیاست شوروی بر سر اینکه چه کسی جانشین وی خواهد شد قلمداد شد. کنستانتین چرنینکو به عنوان محتمل‌ترین گزینه برای جانشینی برژنف دیده می‌شد.

## مراسم تشیع جنازه

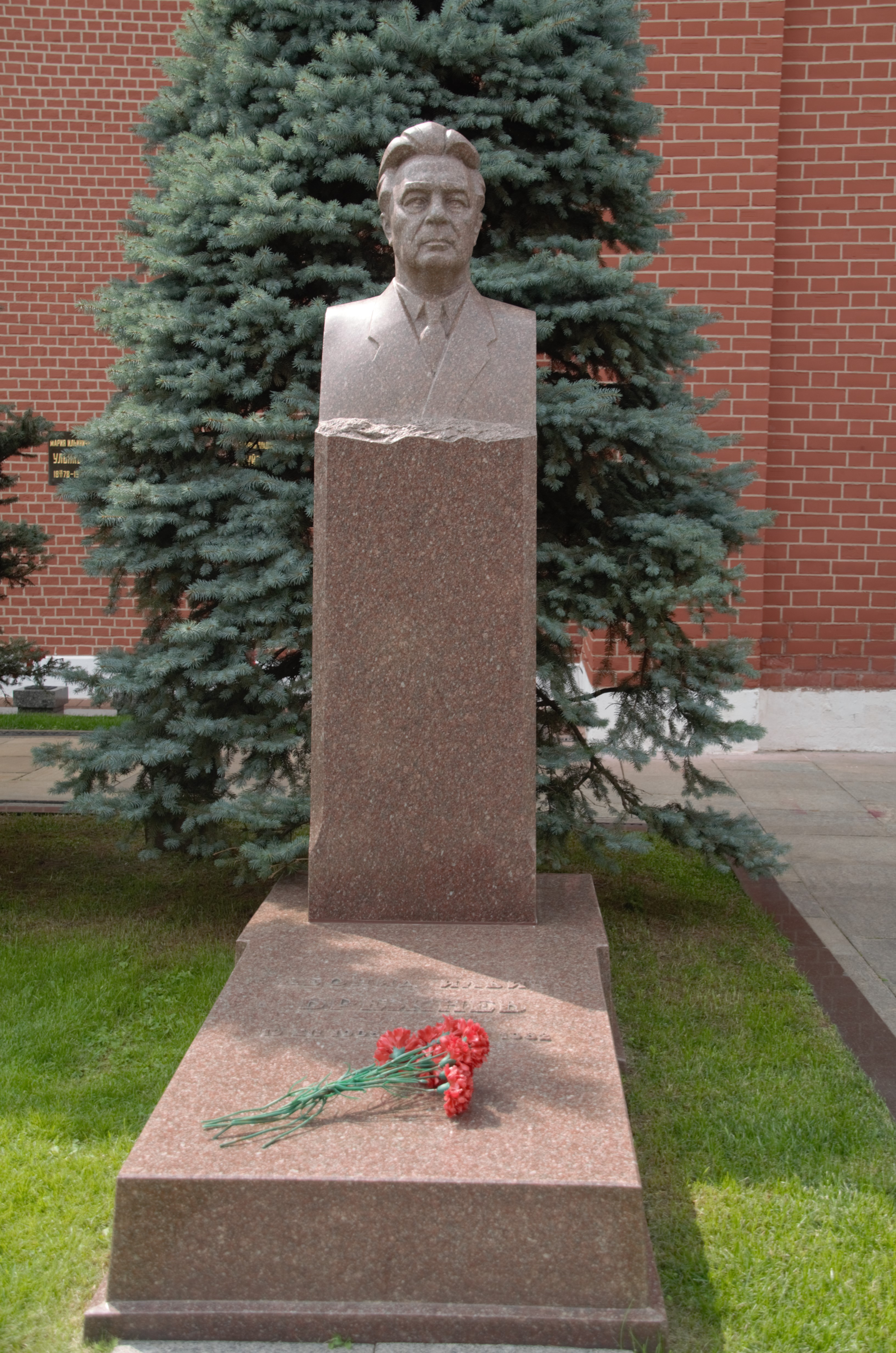
مقبره برژنف در آرامگاه دیوار کرملین

در ۱۱ نوامبر یوری آندروپوف به عنوان رئیس کمیته مسئول تدفین برژنف انتخاب شد. این انتخابات آغاز تشییع جنازه برژنف بود. مفسران جهان اول این مناسبت را نشانه این می‌دانستند که آندروپوف احتمالاً کاندیدای پست دبیرکل است. 
هنگام مراسم تشییع جنازه رهبران شوروی رسم بود که تزئینات آنها روی بالشتک‌های مخملی نشان داده می‌شد که در صفوف پشت تابوت حمل می‌شدند. این وظیفه به‌طور سنتی به محافظان افسران ارشد داده می‌شد که هرکدام یک بالشتک با یک تزئین روی خود داشتند. با این حال، چون برژنف بیش از دویست تزئین داشت، چندین مورد روی هر بالش قرار گرفت. محافظان افسر تشییع جنازه برژنف در پایان شامل چهل و چهار نفر بود.
گالینا برژنوا، دختر برژنف، دائماً توسط دو نگهبان تنومند دنبال می‌شد. آندروپوف، جانشین برژنف به عنوان دبیرکل، ویکتوریا برژنو را در آغوش گرفت اما گویا پشت به گالینا کرد.  این ادعا مورد مناقشه قرار گرفت، و مقاله تایم مربوط به سال ۱۹۸۲ است که ادعا می‌کند آندروپوف هر دو را پذیرفت، و نه فقط ویکتوریا. حتی در این صورت، در طول پانزده ماه حکومت آندروپوف، گالینا دیگر در جمع ظاهر نشد.  در مراسم تشییع جنازه، آندروپوف از برژنف به خاطر «مبارزه برای از بین بردن تنش‌های بین‌المللی و برای نجات بشر از تهدید جنگ هسته ای» و سیاست دتانت خود تمجید کرد.  آندری کیریلنکو، یکی از اعضای برجسته دفتر سیاسی، هنگام رویارویی با ویکتوریا در مراسم خاکسپاری گریه کرد.

## سفرای خارجی
در مراسم خاکسپاری ۳۲ رئیس کشور، ۱۵ رئیس دولت، ۱۴ وزیر خارجه و چهار شاهزاده حضور داشتند. رونالد ریگان، رئیس‌جمهور آمریکا، جرج اچ. دابلیو بوش، معاونش را فرستاد. سخنرانی توسط یوری آندروپوف، دمیتری اوستینوف، آناتولی الکساندروف انجام شد.
- نخست‌وزیر ویتنام، ترونگ شینه
- رئیس‌جمهور اتریش، رودلف کیرشلگر
- نخست‌وزیر بلژیک، ویلفرید مارتنس
- رئیس‌جمهور بلغارستان، تودور ژیوکوف
- رئیس‌جمهور کامبوج، هنگ سامرین
- نخست‌وزیر کانادا، پیر ترودو و پسرش جاستین ترودو[۱۲]
- وزیر امور خارجه چین، هوانگ هوا
- رئیس‌جمهور کوبا، فیدل کاسترو
- رئیس‌جمهور جمهوری سوسیالیستی چکسلواکی، گوستاو هوشاک و دبیر نخست حزب کمونیست چکسلواکی، میلوش یاکش
- هنریک، شاهزاده دانمارک
- رئیس‌جمهور اتیوپی، منگیستو هایله ماریام
- نخست‌وزیر فرانسه، پی‌یر مائوروی[۱۳]
- رهبر حزب اتحاد سوسیالیستی آلمان شرقی، اریش هونکر
- رئیس‌جمهور آلمان غربی، کارل کارستنس
- نخست‌وزیر یونان آندرئاس پاپاندرئو
- دبیرکل حزب کارگران سوسیالیست مجارستان، یانوش کادار
- نخست‌وزیر هند، ایندیرا گاندی
- رئیس‌جمهور ایتالیا، ساندرو پرتینی
- نخست‌وزیر ژاپن، زنکو سوزوکی
- رئیس‌جمهور مالی، موسی ترائوره
- دبیرکل حزب خلق مغولستان، یومجاگین تسدنبال و رئیس شورای وزیران، جامبین باتمونخ
- معاون رئیس‌جمهور نیجریه، الکس ایفنیانیکوکوو اکومیم
- معاون رئیس‌جمهور کره شمالی، پاک سونگ-چول
- رئیس سازمان آزادی‌بخش فلسطین، یاسر عرفات
- نخست‌وزیر لهستان، وویچخ یاروزلسکی از حزب کارگران متحد لهستان
- رئیس‌جمهور رومانی، نیکلای چائوشسکو
- رئیس‌جمهور سوریه، حافظ اسد[۱۴]
- وزیر امور خارجه و مشترک‌المنافع، فرانسیس پیم
- معاون رئیس‌جمهور ایالات متحده آمریکا، جرج اچ. دابلیو بوش
- رئیس‌جمهور افغانستان، ببرک کارمل
- دبیرکل سازمان ملل متحد، کورت والدهایم

با اعلام خبر مرگ برژنف، حافظ اسد در سوریه، هفت روز عزای عمومی اعلام کرد.  رونالد ریگان، رئیس‌جمهور آمریکا، در مراسم، حضور نیافت اما هیئتی را به ریاست معاون رئیس‌جمهور جرج اچ. دابلیو بوش اعزام کرد. وزیر امور خارجه، جرج پی. شولتس، ویلیام کیسی مدیر آژانس اطلاعات مرکزی و ویلیام پی. کلارک، مشاور امنیت ملی، تلاش کردند تا ریگان را برای شرکت در مراسم خاکسپاری متقاعد کنند اما ریگان، این درخواست را رد کرد و اظهار داشت که به دلیل مرگ برژنف، قصد تغییر سیاست آمریکا در قبال اتحاد جماهیر شوروی را ندارد.